# Шапар Аркадій Григорович
Аркадій Григорович Шапар (5 вересня 1936 — 24 липня 2021) — український науковець-еколог, член-кореспондент НАН України, доктор технічних наук, професор. Директор Інституту проблем природокористування та екології НАН України (1991—2021).

## Життєпис
Народився у м. Інгулець, нині м. Кривий Ріг Дніпропетровської області.
У 1959 році закінчив Новочеркаський політехнічний інститут. Учень професора Михайла Новожилова.

## Основні наукові напрямки роботи
Гірничі науки, геоекологія, раціональне природокористування та сталий розвиток.
Вперше науково обґрунтував вплив сучасного гірничого виробництва на динаміку стану геологічного середовища і довкілля в цілому.
На основі його методології розроблено проєкт Закону України про концепцію переходу України до сталого розвитку, та проєкт програми сталого розвитку регіону видобування та первинної переробки уранової сировини, затверджений потім Кабінетом Міністрів України як Державна програма. Окремі елементи зазначеної стратегії вже використовуються в Дніпропетровській області та її містах.
За його участю вперше розроблені методичні засади комплексної системи моніторингу навколишнього природного середовища з залученням засобів дистанційного зондування Землі (в тому числі Дніпропетровська обласна і Дніпропетровська міська системи екомоніторингу, розроблено проєкт такої системи для м. Жовті Води.); новітні способи захисту довкілля від різних забруднюючих технологій; наукові основи прискореної гірничотехнічної і біологічної рекультивації територій, масштабно ушкоджених гірничим виробництвом, створення на таких землях заказників та інших елементів екологічної мережі (на їх основі розроблено обласну програму використання порушених земель гірничодобувних підприємств у якості відновлюваних елементів екологічної мережі Криворізького та Нікопольського марганцеворудного басейнів на 2007—2009 рр. та 2010—2014 рр.).
Список наукових публікацій налічує понад 400 найменувань, серед яких 33 книги і монографії, 9 учбових посібників, 13 наукових матеріалів у енциклопедичних і 14 — у зарубіжних виданнях; ним отримано 60 авторських свідоцтв на винаходи і одне на наукове відкриття. Ним сформовані і плідно працюють 2 наукові школи.

## Нагороди
- Премія Академії наук України ім. О. М. Динника, 1989 р.
- Державна премія України в галузі науки і техніки, 1999 р.
- Заслужений діяч науки і техніки України, 2000 р.
- Нагрудний знак Дніпропетровської облдержадміністрації «За розвиток регіону», 2006 р.
- Пам'ятна медаль «За вагомий внесок у розвиток Дніпропетровської області», 2011 р.